# Трубецкой, Фёдор Михайлович
Князь Фёдор Миха́йлович Трубецко́й (ум. 1602) — русский военный и государственный деятель, опричный воевода, наместник и боярин в царствование Ивана Грозного, Фёдора Иоанновича и Бориса Годунова.
Из княжеского рода Трубецкие, потомок Гедиминовичей. Единственный сын князя Михаила Андреевича Трубецкого (ум. 1557).

## Происхождение
Князья Трубецкие (Трубчевские) вели своё происхождение от князя брянского, стародубского и трубчевского Дмитрия Ольгердовича (ум. 1399), второго сына великого князя литовского Ольгерда (1345—1377). Вначале князья Трубецкие были вассалами великих князей литовских из династии Ягеллонов. В 1500 году литовские князья Трубецкие (Трубчевские) перешли со своим удельным княжеством на службу к великому князю московскому Ивану III Васильевичу.

## Служба
В 1551-1552 годах московское правительство составило «Дворцовая тетрадь», куда попали все служилые люди государева двора, из которого черпались основные кадры для формирования командного состава армии, для замещения высших правительственных должностей и т. д. В «Дворцовой тетради» Фёдор Михайлович Трубецкой числился «служилым» князем.
Зимой 1562-1563 годов во время похода царя Ивана Васильевича Грозного на литовский город Полоцк упомянут с чином есаула.
В 1563-1564 годах назначен первым воеводой в приграничный город-крепость Дедилов на реке Шивороне, где на отдельном участке южнорусской границы руководил обороной от набегов крымских татар и ногайцев. Осенью 1564 года воевода дедиловский участвовал в боях с крымскими татарами на Рязанщине.
Летом 1565 года участвовал в отражении крымско-татарской орды под командованием хана Девлет Герая. Фёдор Трубецкой со своим отрядом выступил из Дедилова в Каширу. Русские войска под предводительством главного воеводы князя Ивана Дмитриевича Бельского вынудили крымского хана покинуть южнорусские владения. В июле-августе 1565 года был во главе русского войска, состоящего из пяти полков, стоял под Калугой, обороняя южные русские пределы от возможного вторжения крымцев. В сентябре 1566 года первый воевода в Пронске.
Осенью 1567 года назначен первым воеводой передового полка в Великих Луках, затем первым воеводой сторожевого полка под Вязьмой на границе с Великим княжеством Литовским. Позднее был назначен первым воеводой в Тулу. Летом 1568 года назначен главным воеводой опричного русского войска, состоящего из трех полков, на южнорусской границе. Осенью полки Фёдора Трубецкого отразили нападение крымских татар на Одоев, Чернь и Белёв.
В мае 1570 года отправлен «по крымским вестям» во главе опричного отряда под Калугу. Летом того же года назначен первым воеводой большого полка, то есть главным воеводой опричного корпуса, сосредоточенного в Калуге.
В 1571 и 1572 годах в походах царя Ивана Васильевича Грозного первый дворовый воевода, то есть командиром царского полка. Осенью 1571 года пожалован титулом боярин.
В сентябре 1571 года, в связи с крымским вторжением, послан воеводой на берег Оки, откуда переведён первым воеводою в Калугу. В октябре 1571 года в чине боярин вместе с женой, присутствовал на свадьбе царя Ивана Васильевича с Марфой Васильевной Собакиной в Александровской слободе. Сидел вторым за Большим столом напротив боярынь.
Весной 1572 года первый дворовый воевода в царском походе, в связи с крымской угрозой. В конце 1572 — начале 1573 года в чине первого дворового воеводы участвовал в успешном царском походе на шведские владения в Ливонии, когда была осаждена и взята крепость Пайде. В 1574 и 1576 годах дворовый воевода в походах в Серпухов и Калугу. В 1576 году, сидел за столом у Государя вторым бояриным, при приёме цесарских послов.
Летом 1577 года вторично назначенный первым дворовым воеводой, участвовал в победоносном походе царя Ивана Васильевича Грозного на Ливонию, в результате которого было захвачено много орденских городов и замков. Перед началом большого похода возглавил разведывательный рейд из Пскова вглубь ливонских владений.
В 1580 году судил местничество Бутурлиных, князей Курлятьева, Туренина и Тюфякина. В 1581 году на бракосочетании Ивана Грозного с Марией Фёдоровной Нагова, сидел первым на скамье против боярынь. В 1582 году дворовый воевода в царском походе в Старицу. В 1583 году сидел вторым в большой лавке при представлении Государю польских послов.
В мае 1584 года назначен первым воеводой большого полка на берегу Оки, то есть возглавил русские полки на южной границе, от нападения крымцев. В том же году первый при представлении Государю английского посла. В 1586 году отправлен первым воеводой большого полка в Великий Новгород, где готовился к ожидавшейся войне со Швецией. В этом же году судил местничавших Сабуровых, князей Ростовского и Лобанова. В 1587 году назван Псковским наместником.
В январе 1587 года подписал грамоту к польской Раде об избрании на польский престол Фёдора Ивановича. В 1588 году пятый боярин в Боярской думе. Зимой 1589-1590 годов, назначенный первым воеводой полка правой руки, участвовал в походе царя Фёдора Иоанновича на шведские владения. Русские войска осадили и взяли города Ям, Ивангород и Копорье. В 1589 году оставлен первым бояриным, оберегать Москву, на время Государева похода на крымцев. В ноябре 1590 года обедал за столом у Государя.
В апреле 1591 года послан первым воеводою правой руки, на берег Оки, для охранения от крымцев. В зимнем походе 1591-1592 годов на шведские владения в Финляндии был первым воеводой полка правой руки. Русские войска опустошили шведские владения под Выборгом и Корелой.
Весной 1593 года назначен первым воеводой полка правой руки на южнорусских границах, на берегу Оки.
В 1598 году во время серпуховского похода царя Бориса Годунова боярин князь Фёдор Трубецкой назначен ответственным за готовность к осаде «старого каменного города» в Москве. В мае 1600 года обедал у Государя.
В ноябре 1601 года был вторым в ответе с польскими послами, после чего обедал у Государя.
В январе или феврале 1602 года князь Фёдор Михайлович Трубецкой скончался, не оставив после себя детей. По сведениям советского историка В. Б. Кобрина, был похоронен в «своем родовом гнезде Трубчевске».
Был женат на княгине Стефаниде (ум. 1556). Погребена в Троице-Сергиевом монастыре, где над её могилой был установлено надгробие с надписью: "Князь Фёдора Михайловича Трубецкого княгиня Стефанида представилась 64 (1556) году апреля во 2 день".